# Betta persephone
Бійцівська рибка Персефона (Betta persephone) — тропічний прісноводний вид риб в родини осфронемових (Osphronemidae), підродина макроподових (Macropodusinae).
Свою назву отримав на честь давньогрецької богині Персефони, дружини Аїда, бога підземного світу. Автор наукового опису Betta persephone Дітріх Шаллер (нім. Dietrich Schaller) звернув увагу, що ці рибки можуть жити як у «верхньому світі» над шаром листя, що лежить на дні, так і в «нижньому світі», серед цього листя. Такий спосіб життя нагадав йому легенду, згідно якої, богиня Персефона, живучи в «підземному царстві», періодично поверталася на землю.
Бійцівська рибка Персефона належить до групи видів B. coccina, що складається з B. coccina, B. tussyae, B. persephone, B. rutilans, B. brownorum, B. livida, B. miniopinna, B. burdigala, B. uberis, B. hendra. Ця група має монофілетичне походження. Найближчим спорідненим видом є Betta miniopinna з острова Бінтан в архіпелазі Ріау.

## Опис
Betta persephone — маленька бійцівська рибка, максимальна загальна довжина якої становить лише 34 мм. Форма тіла більш приземкувата в порівнянні з Betta coccina та Betta tussyae. Черевні плавці серпоподібні з нитчастим кінчиком. У спинному плавці 1 твердий і 8 м'яких променів, в анальному 2 твердих і 22-25 м'яких, в черевному 1 твердий і 5-6 м'яких, у хвостовому 13 променів. У бічній лінії 27-29 лусок.
Основне забарвлення темне, майже чорне, буває з коричневим, сірим, синім або зеленкуватим відтінком. Спинний плавець має біло-блакитну облямівку, аналогічно забарвлений кінчик черевних плавців. Райдужна оболонка очей мерехтить зеленкувато-блакитними фарбами.
У шлюбному вбранні самець має яскравіше забарвлення, в інший час самці та самки дуже схожі.

## Поширення
Ендемік Півострівної Малайзії з дуже обмеженим ареалом поширення. Персефона зустрічається лише серед болотних торфових лісів на південному заході штату Джохор. Орієнтовна територія поширення виду становить лише 377 км².
Персефона є стенотопним (зустрічається тільки тут) мешканцем так званих «чорних вод», що відзначаються темним кольором і мають високу кислотність та низьку концентрацію розчинених мінеральних речовин. Під час обстеження стану водойми, в якій була виявлена B. persephone, було виявлено низький вміст розчиненого кисню 1,29-2,00 мг/л, висока кислотність (pH 3,86-4,06) та низька електропровідність (55,73 мкСм/см), температура води становила 25,9-26,1 °C на кінець ранку.
У цьому особливому районі пралісів земля вкрита товстим (інколи до 50 см) шаром опалого листя, яке дуже повільно розкладається. Надзвичайно щільний дах з листя дерев пропускає на землю дуже мало світла. Опади розподіляються рівномірно протягом року, хоча можуть бути зливи. Після дуже сильного дощу майже весь ґрунт затоплюється водою. Коли вода спадає, територія виглядає як звичайний ліс. Прихований потік води продовжує рухатись всередині шару опалого листя, й лише в окремих місцях вода виходить на поверхню. Лісові струмки протікають товстим шаром мертвої та живої рослинної маси. Багато дерев та трав залишаються у воді протягом усього свого життя. За високого рівня вода світлішає, а показник рН стає слабко кислим, за низького — забарвлення насичується, а рН падає.
Зазвичай Персефона зустрічається на мілководних ділянках серед густого коріння та затопленого водою опалого листя. За низької води риби спасаються під вологим листям, але вони не можуть вижити у вологому мулі.
Синтопичними видами з числа осфронемових є Betta bellica, Betta imbellis та Trichopsis vittata.

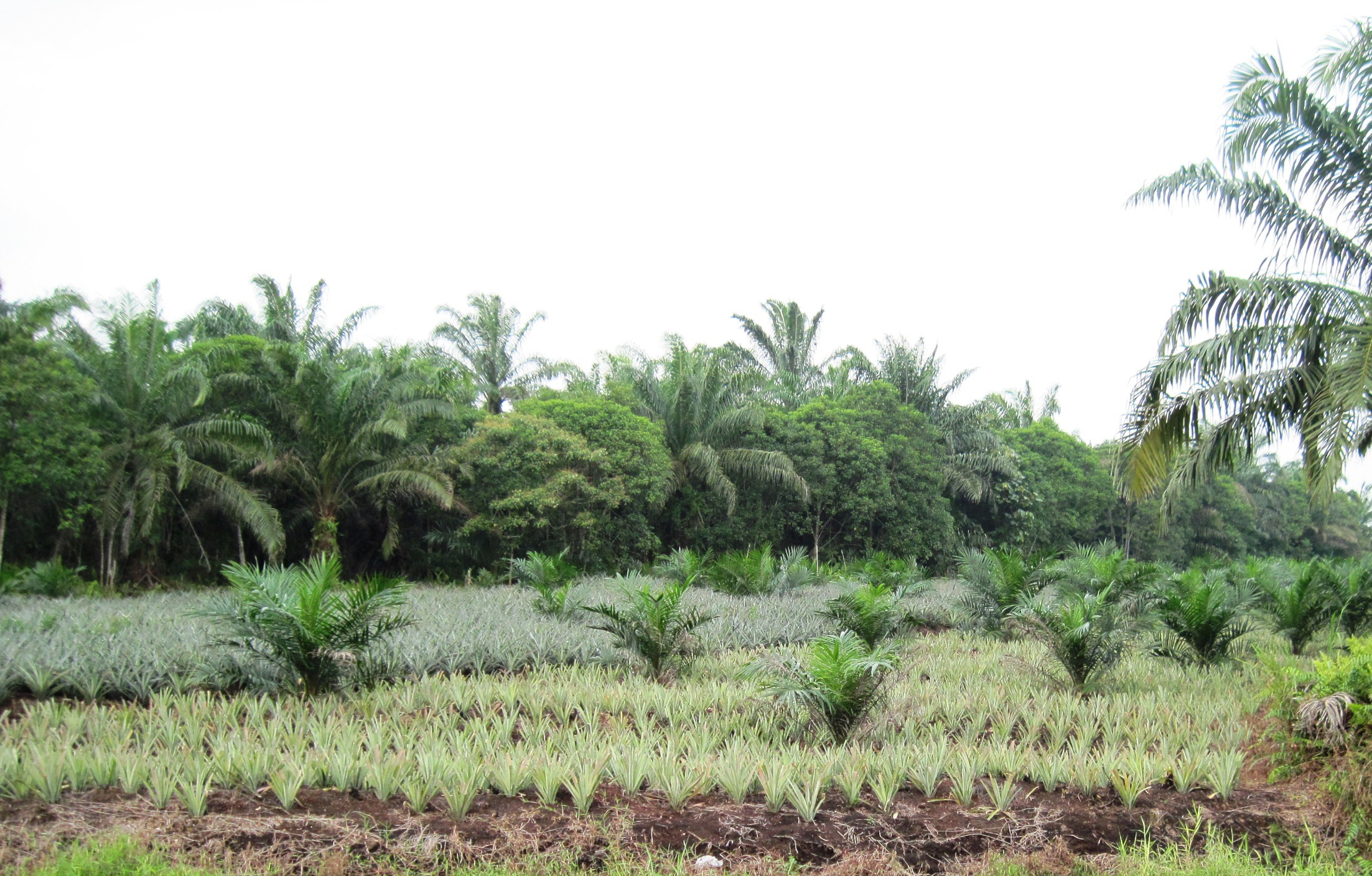
Плантація ананасів в окрузі Бату-Пагат, Джохор.

Історично західна частина штату Джохор мала багато торфових боліт, їхня площа становила більше 53 тис. га, але тепер від них залишилося тільки 7 %. Значна частина цих земель була перетворена на сільськогосподарські угіддя або відійшла під промислову та житлову забудову. Єдиним великим лісовим болотним лісом, що залишився, є лісовий заповідник Аїр-Гітам (малай. Hutan Simpan Air Hitam Utara), заснований 1940 року; він має площу 2797 га. У результаті обстеження, проведеного 2015 року, B. persephone була виявлена лише в одному місці на північ від меж заповідника Аїр-Гітам. Ця ділянка є фрагментарним залишком болотного лісу. Це місце лишилося відносно недоторканим, але воно перебуває поза межами охоронної зони. Прилеглі райони — це різноманітні сільськогосподарські угіддя, переважно невеликі присадибні ділянки з олійною пальмою, що перемежовуються з фруктовими садами та овочевими господарствами. Місцева адміністрація виділяє тут землі в приватні руки (по одному гектару на особу). Відомі раніше місця проживання Персефони були перетворені на плантації олійної пальми або деградували, одна з відомих популяцій постраждала через житлову забудову. Стан збереження виду оцінюється як такий, що перебуває під загрозою вимирання. Була запропонована програма дій спрямованих на збереження Персефони в межах заповідника Аїр-Гітам.

## Біологія
На відміну від симпатричного виду Betta bellica, яка плаває у відкритій воді, B. persephone — це мирна ляклива рибка, вона зазвичай ховається під опалим листям. Крім того, Персефона помітно більше за свого родича прив'язана до поверхні води, частіше хапає повітря. B. persephone виключно спритно і скоординовано рухається ґрунтом, спасаючись від висихання своїх водойм.
У період нересту самці будують підводні гнізда з бульбашок.

## Утримання в акваріумі
Персефона періодично трапляється в торгівлі акваріумними рибами.
Ці риби не підходять до спільного акваріума, найкраще тримати їх парами в акваріумі з густою рослинністю. Потрібна м'яка вода з рН 5,0-5,5; температура в межах 23–28 °C. На дно вкладають торф, гілочки та висушене листя дуба або бука. Вони будуть джерелом дубильних речовин, які допоможуть підтримувати необхідну кислотність води. Якщо умови рибам не підходять, вони відмовляються від їжі й виснажуються.
Рибам пропонують лише живий корм: черв'ячки гриндаль, різаний трубковик, дафнія, дрібний мотиль, личинки комарів.
Всередині або десь поруч зовні плавучої пластикової трубки самець будує гніздо з піни. Нерест може пройти непомітно, свідченням того, що він стався, є самець всередині трубки та маса бульбашок поза нею. Риби відкладають до 40 ікринок. Ікру краще залишити батькам, щоб запобігти враженню її грибком. Персефони не кидають кладку та не їдять своє потомство. Інкубація, залежно від температури, триває 48-72 години, ще за день або близько того мальки починають вільно плавати. У цей момент їх починають годувати інфузоріями та коловертками. Шар мертвого листя на дні та жива рослинність є джерелом рухливих найпростіших, яких цілком вистачає малькам, і немає потреби в додатковій годівлі. За тиждень малечу можна годувати наупліусами артемій, які щойно вилупились, та дрібними черв'ячками гриндаль.
Протягом наступних тижнів батьки можуть ще неодноразово нереститися. При цьому мальки з різних виводків мирно живуть разом в одному акваріумі. Іноді можна побачити, як старші мальки захищають своїх молодших братів і сестер. Канібалізм у цього виду не був помічений. Росте молодь повільно, визріває через 9 місяців. Дорослі риби витримують тверду воду, але молодь погано в ній розвивається й не досягає нормальних розмірів.
Коли молодь визріває, самці стають територіальними й починають битися між собою. Коли пара збирається нереститися, вона поводиться дуже агресивно по відношенню до інших мешканців акваріума. Тому на цьому етапі риб розсаджують.
Інколи, якщо гніздо зруйноване, самець може інкубувати ікру в роті.
За свідченням акваріумістів, у неволі деякі популяції B. persephone змінили своє дике чорне забарвлення на червонувате.

## Відео
- Captive bred Betta persephone на YouTube by Adam Bakhtiar
- Betta persephone tank in 4k на YouTube by  Daniel